# Dianameerkatze
Die Dianameerkatze (Cercopithecus diana) ist eine Primatenart aus der Gattung der Meerkatzen (Cercopithecus) innerhalb der Familie der Meerkatzenverwandten (Cercopithecidae).

## Merkmale
Der überwiegende Teil ihres Fells ist schwarz gefärbt, die Kehle und die Vorderseite der Arme sind weiß, die Hüfte und das Hinterteil orange. Das dunkle Gesicht trägt eine schwarze, bartförmige Behaarung. Ihre Kopfrumpflänge variiert zwischen 40 und 55 Zentimetern, der Schwanz wird bis zu 75 Zentimeter lang, und ihr Gewicht beträgt zwischen vier und sieben Kilogramm.

## Verbreitung und Lebensraum
Dianameerkatzen bewohnen ein kleines Gebiet in Westafrika zwischen Sierra Leone (zum Beispiel im Gola-Regenwald-Nationalpark) und der Elfenbeinküste. Ihr Lebensraum sind Regenwälder, wo sie sich vorwiegend im oberen Bereich der Bäume, meistens in den Baumkronen, aufhalten.

Verbreitungskarte der Dianameerkatze

## Lebensweise
Sie sind tagaktiv und leben in Gruppen. Diese umfassen 15 bis 30 Tiere und setzen sich aus einem Männchen, etlichen Weibchen und dem dazugehörigen Nachwuchs zusammen. Eine Gruppe bewohnt ein Revier von 0,5 bis 1 Quadratkilometern Größe. Die Nahrung dieser Primaten setzt sich aus Früchten, Blüten, Samen, Insekten und anderen Wirbellosen zusammen.
Nach rund fünfmonatiger Tragzeit bringt das Weibchen meist ein einzelnes Jungtier zur Welt. Diese werden mit rund sechs Monaten entwöhnt und mit drei Jahren geschlechtsreif. Die Lebenserwartung in freier Natur wird auf rund 20 Jahre geschätzt.

## Bedrohung
Zu den Bedrohungen der Dianameerkatzen zählen die Jagd und die Vernichtung ihres Lebensraums durch Rodungen. Auch aufgrund der geringen Größe ihres Verbreitungsgebietes zählen sie zu den bedrohten Arten, die IUCN listet sie als „gefährdet“ (vulnerable).

## Systematik
Der nächste Verwandte der Dianameerkatze ist die Roloway-Meerkatze, die früher als deren Unterart geführt wurde. Gemeinsam bilden sie die diana-Gruppe innerhalb der Gattung der Meerkatzen (Cercopithecus).
Die Art ist nach der römischen Jagdgöttin Diana benannt. Vermutlich wählte Carl von Linné den Namen aufgrund des weißen Streifens auf der Stirn, der einem Diadem gleicht, mit dem Diana oft dargestellt wird.